# Карбутамід
Карбутамід (англ. Carbutamide, лат. Carbutamidum) — таблетований цукрознижуючий лікарський засіб класу сульфонілсечовини для прийому всередину, розроблений компанією «Laboratoires Servier». Він відноситься до препаратів І покоління.
Карбутамід був запатентований у 1953 році, та схвалений для медичного використання в 1956 році. Проте за короткий час застосування препарату було припинене у зв'язку з несприятливою дією на кістковий мозок.